# Tribunale permanente dei Popoli
Il Tribunale permanente dei Popoli (TPP) è un tribunale d'opinione internazionale finalizzato alla promozione dei diritti umani, fondato a Bologna il 24 giugno 1979 su iniziativa del senatore Lelio Basso.

## Attività
Si tratta di un tribunale spontaneo d'opinione che trae ispirazione dal Tribunale Russell. Si compone di esperti di diritto, giornalisti, scrittori e altri intellettuali. Esprime valutazioni morali rivolte all'opinione pubblica su questioni di violazione dei diritti umani e dei diritti dei popoli in tutto il pianeta. 
Secondo l'art. 2 dello statuto, la sua attività consiste nel "promuovere il rispetto universale ed effettivo dei diritti fondamentali dei popoli, determinando se tali diritti sono violati, esaminando le cause di tali violazioni e denunciando all'opinione pubblica mondiale i loro autori".
Fu creato a partire dalla Fondazione Internazionale Lelio Basso per i Diritti e la Liberazione dei Popoli (FILB), fondata nel 1976 e conseguente alla Dichiarazione universale dei diritti dei popoli (anche nota come Carta di Algeri). Il TPP si rifà inoltre alla Dichiarazione universale dei diritti umani, alla Dichiarazione dei diritti dei popoli indigeni, ai trattati e a dichiarazioni internazionali non vincolanti.

### Sessioni
Il tribunale d'opinione ha esaminato, tra gli altri, i casi di: Tibet, Sahara Occidentale, Argentina, Eritrea, Filippine, El Salvador, Afghanistan, Timor Est, Zaire, Guatemala, il genocidio armeno, l'intervento degli Stati Uniti nel Nicaragua, Amazzonia brasiliana e la repressione contro il dissenso alla linea TAV in Val di Susa. In alcuni casi, come America centrale, Afghanistan, Pakistan e Italia. In alcuni casi, come America centrale, Afghanistan e Pakistan, le commissioni di inchiesta hanno condotto indagini sul posto.

### Membri
Tra i membri delle sessioni della giuria si ricordano:
- François Rigaux, già docente di diritto internazionale a Lovanio, primo presidente della giuria[5][9]
- Giuliano Pontara, filosofo della politica, membro delle sessioni sulla violazione dei diritti in Tibet (Strasburgo 1992), sul diritto di asilo in Europa (Berlino 1994), e sui crimini di guerra nella ex Jugoslavia (sessioni di Berna 1995, come presidente della giuria, e sessione di Barcellona 1996)
- Giulio Girardi, già docente universitario, un presbitero, teologo e filosofo italiano
- Raniero La Valle, giornalista politico ed intellettuale italiano
- Raimon Panikkar, filosofo e teologo spagnolo
- Antonio Di Pietro, magistrato, nel 1992[10]